# Oued Fouarat
L'oued Fouwarat (ou Fouarat) est une rivière du Maroc, un affluent de l'oued Sebou. Il prend sa source dans la forêt de la Mamora, à Al Arjate, entre Salé et Si Allal El Bahraoui, au pied du plateau travers par la route de Rabat-Salé-Meknès. Sa source est captée pour l'alimentation en eau potable de la ville de Salé.

## Histoire
En 1910, près du confluent de l'oued Fouwarate avec l'oued Sebou existait un petit pont qui permettait à la route impériale Rabat-Fez-Tanger (Trek es Soltane) de franchir l'oued Fouwarate. De là vient le nom de la ville de Kénitra (petit pont en arabe) qui s'est développée à partir de cette date autour de la kasbah de ce nom proche du petit pont.

## Description
L'oued Fouwarate coule entre deux importants cordons dunaires quaternaires orientés SO-NE, son cours bifurque à angle droit, au débouché de la Mamora, vers l'ouest, en arrivant dans la région de Kénitra. Il traverse là une zone de maraîchages et longe, au sud-ouest la Merdjat Si Ali Bouchta (du nom d'une kouba voisine ou lac Fouarat) qui le sépare de la ville (selon le Centre d'échanges sur la biodiversité au Maroc, CEBM) « un large marais à la végétation luxuriante » voir ci-dessous lac Fouwarat, fiche CEBM).
Selon le CEBM, cette rivière coule entièrement dans la forêt de la Mamora. C'est un des rares cours d'eau de la plaine atlantique qui est encore partiellement en eau. La partie amont de son cours est à sec et sans flore, le tracé est plus ou moins effacé. Si cette rivière n'a pas un débit important en surface et dépend de la pluviométrie, dans la région de Oued Mbarek (un affluent de la rive droite dans son cours moyen), un ensemble de petites sources le réalimente, certaines ont tari mais sont exploitées par des puits. Dans son cours souterrain en aval, en arrivant dans la région de Kenitra, il alimente un marais à végétation luxuriante (zone désignée, par ailleurs comme lac du Fouarat).

## Ressource en eau potable
L'importante nappe d'eau douce qui a été reconnue sous la Mamora, a été exploitée par des forages importants datant de 1934 (extensions en 1987 et 1991, près de Kénitra, forage du Fouarat). Cet endroit est une zone d'approvisionnement en eau potable (AEP) importante qui ravitaille Kenitra et par une longue conduite, Rabat et Casablanca avec d'autres forages de la nappe de la Mamora (voir ci-après).

## Aspect biologique
C'est une zone protégée.

### Climat
Le climat est subhumide à hiver chaud.

### Flore
La flore est celle de la forêt de la Mamora, la rivière coule entre des versants peu élevès. Selon le CEBM, il s'agit d'une prairie plus ou moins bien conservée.

### Faune
La faune, dans la partie de la Merdjat (ou lac), est très riche en invertébrés d'eaux stagnantes. Là, nichent des colverts, des foulques, des poules d'eau et plusieurs passereaux. La Merdjat est visitée par les cigognes blanches qui nidifient dans les environs, même en ville (à Kenitra).

## Découvertes paléontologiques
Selon Camille Arambourg (1969, p. 10), les forages dans les sables villafranchiens réalisés pour l'alimentation en eau potable, dans la nappe phréatique de la Mamora ont permis d'identifier de nombreux fossiles d'animaux disparus (décrits en 1948 par Choubert, Ennouchi et Marçais, cités par C. Arambourg, 1969, p. 10). Ce sont essentiellement des Proboscidiens fossiles (éléphants) appartenant au genre Ananchus et à l'espèce Elephas africanus. Ces fossiles font partie des collections de l'Université de Rabat.

## Défense de l'Environnement
La région située au débouché de l'oued à Kenitra est concernée par trois problèmes susceptibles de porter atteinte à l'Environnement et particulièrement à la ressource d'alimentation en eau potable (AEP).

### Impact de l'autoroute A1
L'autoroute A1 contourne Kenitra par l'est et passe au-dessus de la Merdjat et de l'oued Fouwarat. Une étude d'impact a été effectuée afin de déterminer l'impact éventuel des travaux sur la ressource en eau et prévenir toute menace sur la ressource AEP.

### Impact de la ligne grande vitesse
La ligne grande vitesse (LGV) contourne Kenitra par l'est et passe au-dessus de la Merdjat et de l'oued Fouwarat. Une étude d'impact a été effectuée afin de déterminer l'impact éventuel des travaux sur la ressource en eau et prévenir toute menace sur la ressource AEP.

### Pollution des eaux de surface
Selon un article de El Guamiri et Belghyti (résumé p. 53, 2006), des eaux usées brutes sont rejetées dans le lac Fouarat (ou Fouwarat, vraisemblablement la Merdjat Si Ali Bouchta, selon la vue satellite), en provenance de la commune urbaine (district ou quartier urbain) des Saknia. Les auteurs parlent d'eaux usées « ... drainées sans traitement dans le lac Fouarat ... ». À ces eaux usées s'ajoutent « les rejets d'une industrie textile raccordée au collecteur. Ces effluents servent à irriguer les cultures maraîchères du périmètre du Fouarat et constituent un risque environnemental pour la nappe phréatique sous-jacente et pour les eaux du lac Fouarat. ».
Un autre article (Ben Bouih et al., 2006) expose que les agglomérations urbaines de la ville de Kenitra sont susceptibles de « perturber l'équilibre écologique du lac Fouarat, à cause de leur essor démographique et industriel. » L'analyse des sédiments montre des teneurs en zinc, chrome et cadmium diminuant de la surface vers la profondeur. La pollution est en marche vers une ressource en eau potable.